# Сан-Джованни-а-Пиро
Сан-Джованни-а-Пиро (итал. San Giovanni a Piro) — коммуна в Италии, располагается в регионе Кампания, в провинции Салерно.
Население составляет 3753 человека, плотность населения составляет 101 чел./км². Занимает площадь 37 км². Почтовый индекс — 84070. Телефонный код — 0974.
Покровительницей коммуны почитается Пресвятая Богородица (Madonna di Pietrasantaio), празднование в последнее воскресение мая.